# 덥스텝

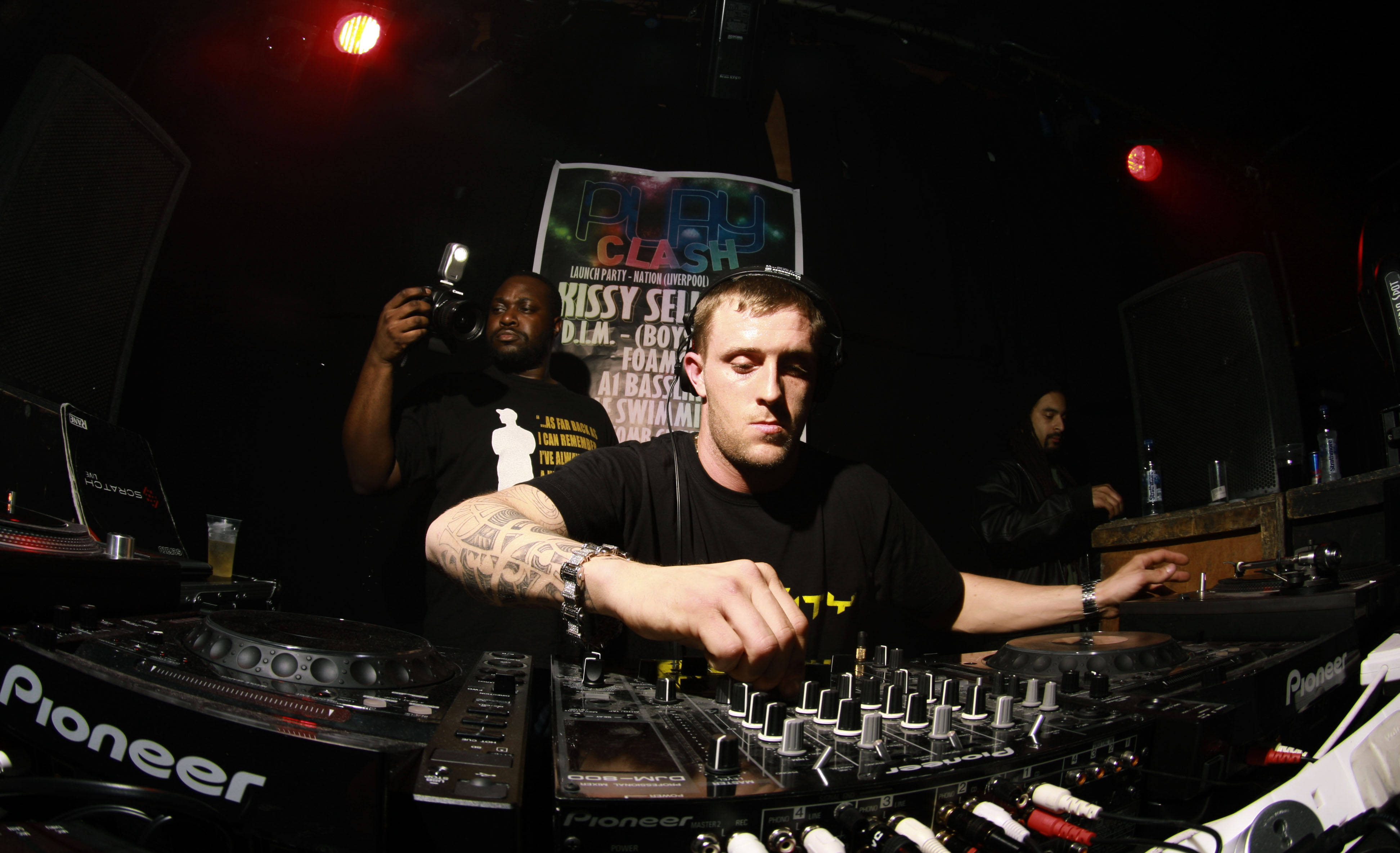

덥스텝(영어: Dubstep) 또는 더브스텝은 UK 거라지, 투스텝 등 하우스 음악의 리듬에 자메이카에서 발원한 덥 음악의 요소를 얹은 음악이자, 현재는 일렉트로니카 음악의 한 분파로 변했다.
기존 클럽 댄스뮤직과 궤를 달리하는 BPM과 리듬구조의 조합으로 인해 특유의 강렬한 쾌감과 플로우감을 자아냈던 탓에 비주류 장르에 속했지만, 우블베이스 음색에 강력한 베이스 리듬을 가미한 신종 덥스텝이 등장한 이후 전세계 댄스 음악 업계에서 주류 장르로 자리잡았다. 덥스텝 열풍의 최전성기는 2012년이었고, 그 이후로는 붐은 사그라든 상태. 대표적인 뮤지션은 Skrillex, Knife party등이 있으며 요즘 클럽음악이 점점 발전해갈수록 덥스텝은 현재 클럽음악의 한 장르로 자리매김 하고있다.

## 역사
덥스텝은 1990년대 후반 런던 남부에서 시작된 전자 댄스 음악 장르이다. 일반적으로 저음역 주파수와 브레이 크비트가 특징이다. 이 스타일은 영국 UK 개러지의 파생물로 등장하여 투스텝및 더빙 레게 스타일과 정글, 브레이크 비트와 같은 스타일을 계승했다. 영국에서는 장르의 기원을 1980년대 초 자메이카 사운드 시스템 파티에서 찾을 수 있다고 한다.
덥스텝의 탄생은 1998년으로 거슬러 올라가며 보통 투스텝 그러지 싱글 릴리스의 B면으로 사용되었다. 초기 트랙은 투스텝 개러지에서 평소보다 보컬에 중점을 두지 않고 더 어둡고 실험적인 리믹스였으며 대신 브레이크 비트와 드럼 앤 베이스의 요소를 통합하려고 했다. 2001년 런던의 나이트 클럽 Plastic People에서 "Forward"나이트 (FWD)에서 이 사운드 및 기타 개러지 음악이 전시 및 홍보되기 시작했다.
흔히 웅웅거리는 우블베이스가 들어간 음악으로 알려져 있지만 원래는 우블베이스가 주가 되는 음악도 아니었고 덥스텝은 투스텝 리듬이 주 요소이지 우블베이스는 양념에 불과하다. 초기 덥스텝은 투스텝 리듬에 덥 음악의 공간감을 얹은 실험적인 장르였다. 이런 신종 덥스텝을 본격적으로 오버그라운드에 올려놓아진 것은 혜성과도 같이 등장한 스크릴렉스라는 인물의 공이 크다고 할 수 있다. 그는 상술한 덥 음악 내지는 트립 합과 유사한 면모를 보이던 덥스텝의 정체성을 우블베이스와 노골적인 일렉트로 사운드, 심하다 싶을 정도로 과도한 글리치와 디스토션으로 완전히 바꾸어 놓았다.

## 영국의 덥스텝
영국 언더그라운드 클럽씬에서 발달한 투스텝 개러지의 주된 특징인 2 Step 리듬(하우스의 포 온 더 플로어에서 비트의 배열을 바꿔 킥이 두번 찍힌 엇박자비트)을 뼈대로 삼고, 자메이카의 덥 음악의 요소를 그 위에 얹어올린 실험적인 혼합장르이다. 1998년 처음 등장할 때는 투스텝 개러지의 비트가 뚜렷하게 들렸지만 2005년 이후 현재의 덥스텝 같은 지극히 절제된 비트가 완성된다.
2000년대 후반에 갑자기 폭발해 인디 일렉트로니카의 메이저 장르가 되었지만, 우블베이스가 주류가 되는 US 덥스텝이 등장해서 덥스텝 씬을 장악한 2010년대 초반 현재에는 다시 일부 애호가들만의 장르로 돌아갔다. 이후 리딤 덥스텝에서 이 스타일이 부활했다.
Skream - Midnight Request Line - 유튜브

Coki - Triple Six - 유튜브

## 미국의 덥스텝
미국에서 개량된 신종 덥스텝. 리듬과 속도만 크게 차이날 뿐 주로 쓰이는 신서사이저나 퍼커션의 음색은 일렉트로 하우스와 똑같다고 해도 무방하다. UK 덥스텝이 UK 거라지의 차분한 리듬에 기반한 것에 비해 우블베이스를 떡칠 수준으로 남용하는 덥스텝을 브로스텝이라고 부르기도 한다. 아예 미국식 덥스텝을 통틀어서 브로스텝이라고 부르는 사람도 있다.

초창기 US 덥스텝 Skrillex - Scary Monsters And Nice Sprites - 유튜브

Dion Timmer - Panic - 유튜브

## 리딤
위의 UK 덥스텝의 스타일이 부활하여 덥스텝에서 쓰지 않던 클랩(박수 소리)를 집어넣거나 하는 변형을 거쳐 완성된 장르. UK 덥스텝의 깊은 느낌을 그대로 물려받았다. 일반적인 덥스텝에선 쓰지 않는 셋잇단음표를 사용해 덥스텝과는 다른 느낌을 준다.

INFEKT - Orgalorg - 유튜브

BadKlaat - Head Crush - 유튜브

## 특징
리버브, 에코, 딜레이 등을 사용하여 넓은 공간감을 형성하고, 베이스를 묵직하게 깔아 90 Hz 이하의 서브 베이스가 매우 도드라진다. 최근 들어서는 베이스의 무게감이나 양감 보다는 와블링의 기교에 주목하는 경향이 더 강해서 서브 베이스보다는 어퍼 베이스 혹은 그 이상의 사운드가 더 도드라지는 경우도 많다. 비트의 특징으로는 킥과 스네어를 투 스텝 비트로 치고 사이사이 뮤트를 넣어 주는 것이 특징이다. 종종 레게 리듬도 찾아볼 수 있으며, 가끔씩 상극 장르인 하드코어 테크노의 리듬과도 결합된다. BPM은 대부분의 경우 110-150사이며, 보통의 경우에는 150(75)이 주를 이룬다. 드럼 앤 베이스의 드럼 비트가 본래의 절제된 스타일의 드럼 비트를 가진 덥스텝과 합쳐진 드럼스텝 류의 경우 85(170) 전후의 BPM을 가진다.
브레이크비트의 영향을 받은 복잡한 리듬의 분절, 베이스가 유난히 강력한 장르적 특성상 드럼 앤 베이스 리스너가 들어도 거부감이 없고, 심지어 믹스할 때 덥스텝을 간간히 끼워넣는 DJ도 있다.
덥스텝은 크게 Skrillex 이전과 이후로 나뉘는데, Skrillex가 인기 DJ가 된 이후, 상당히 헤비한 북미계열 덥스텝 리스너/아티스트들이 영국 덥스텝, 그러니까 예전의 소박한 덥스텝을 무시하기 시작했다. 그래서 점점 영국과 북미 덥스텝으로 나뉘는 중.

## 덥스텝을 들을 수 있는 유튜브채널
- UKF Dubstep
- DubstepGutter
- Nocopyrightsounds
- The Dub Rebellion